# Parque Municipal do Relvão (Angra do Heroísmo)

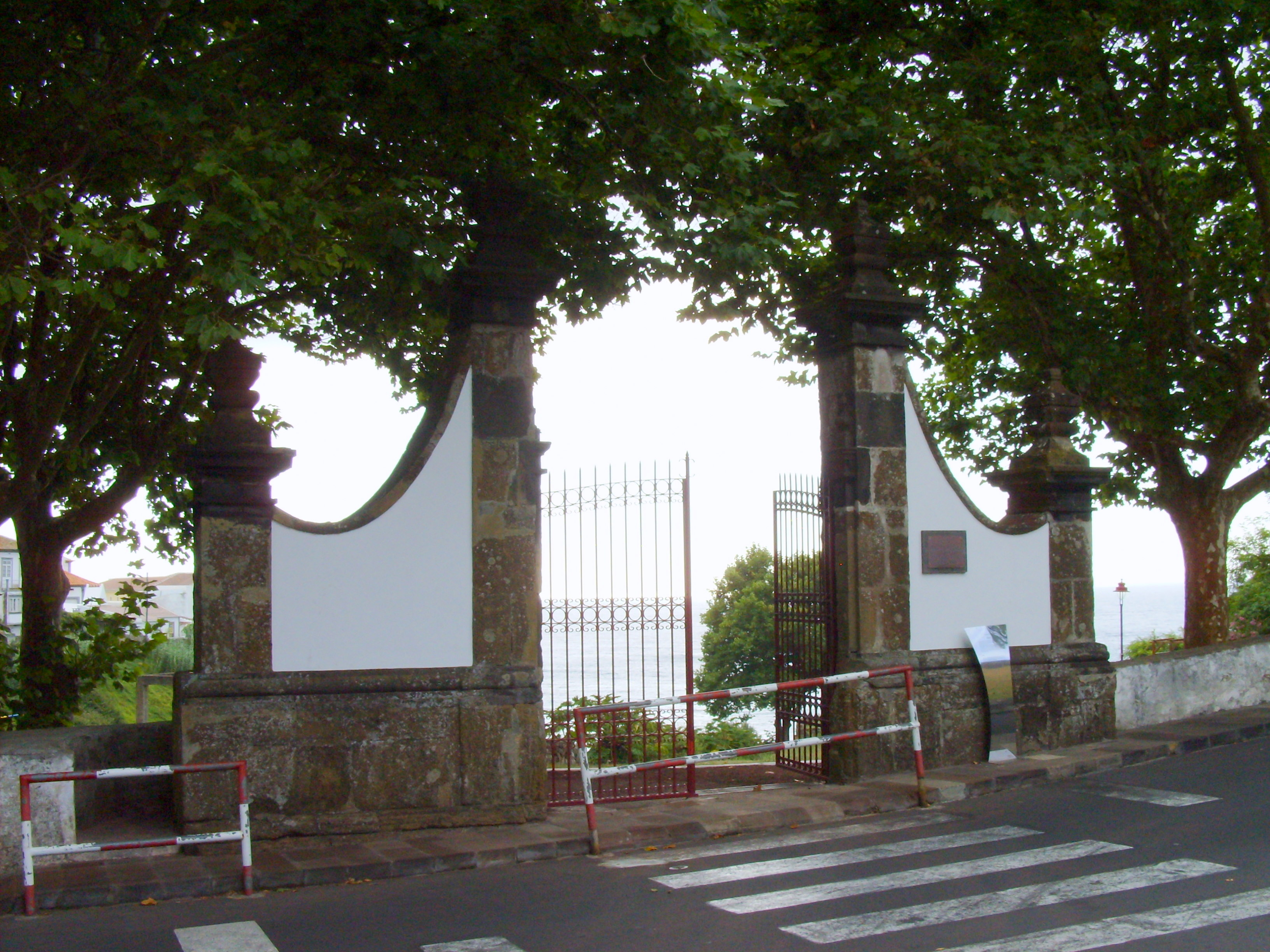
Parque do Relvão, Angra do Heroísmo: portão histórico

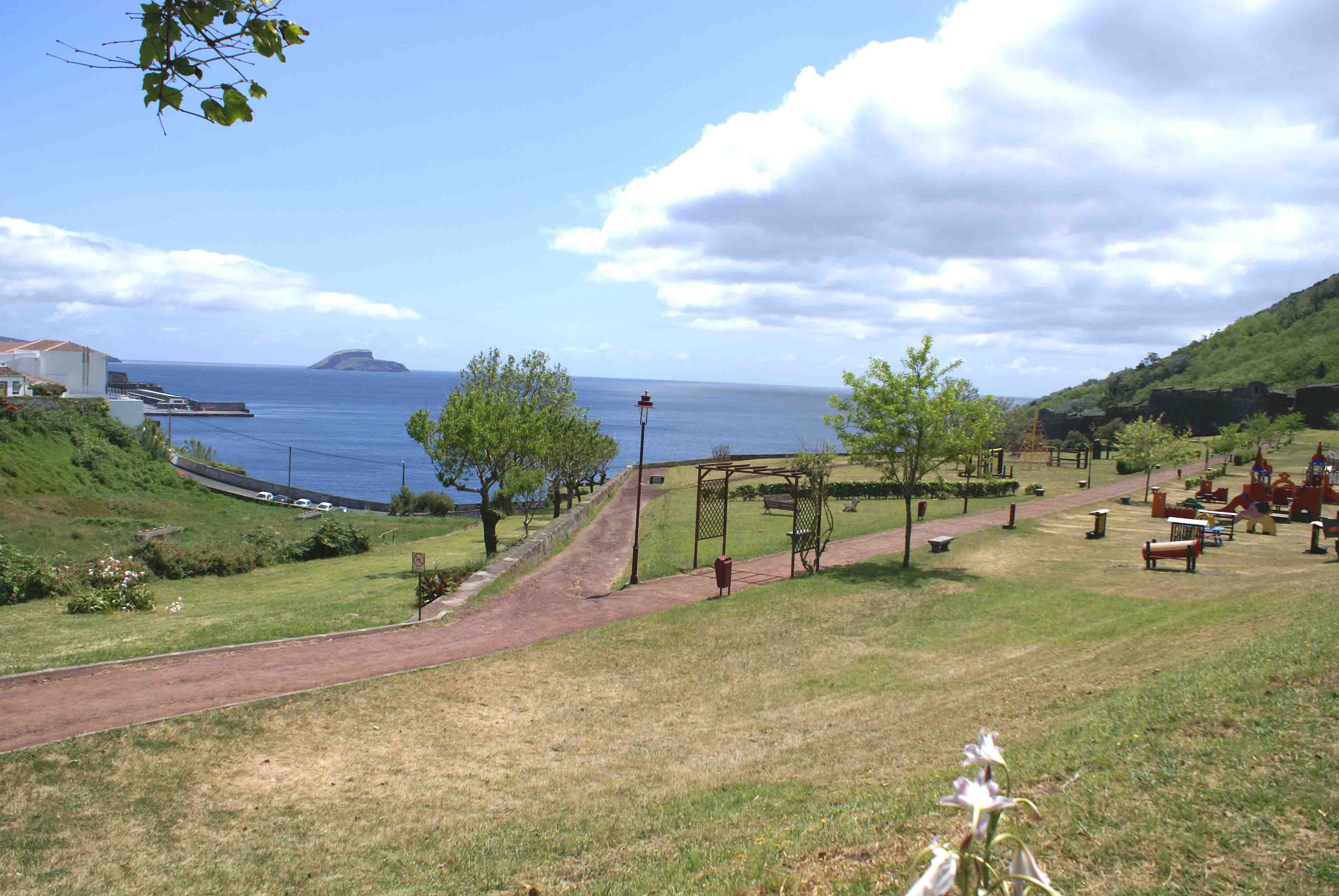
Parque do Relvão, Angra do Heroísmo

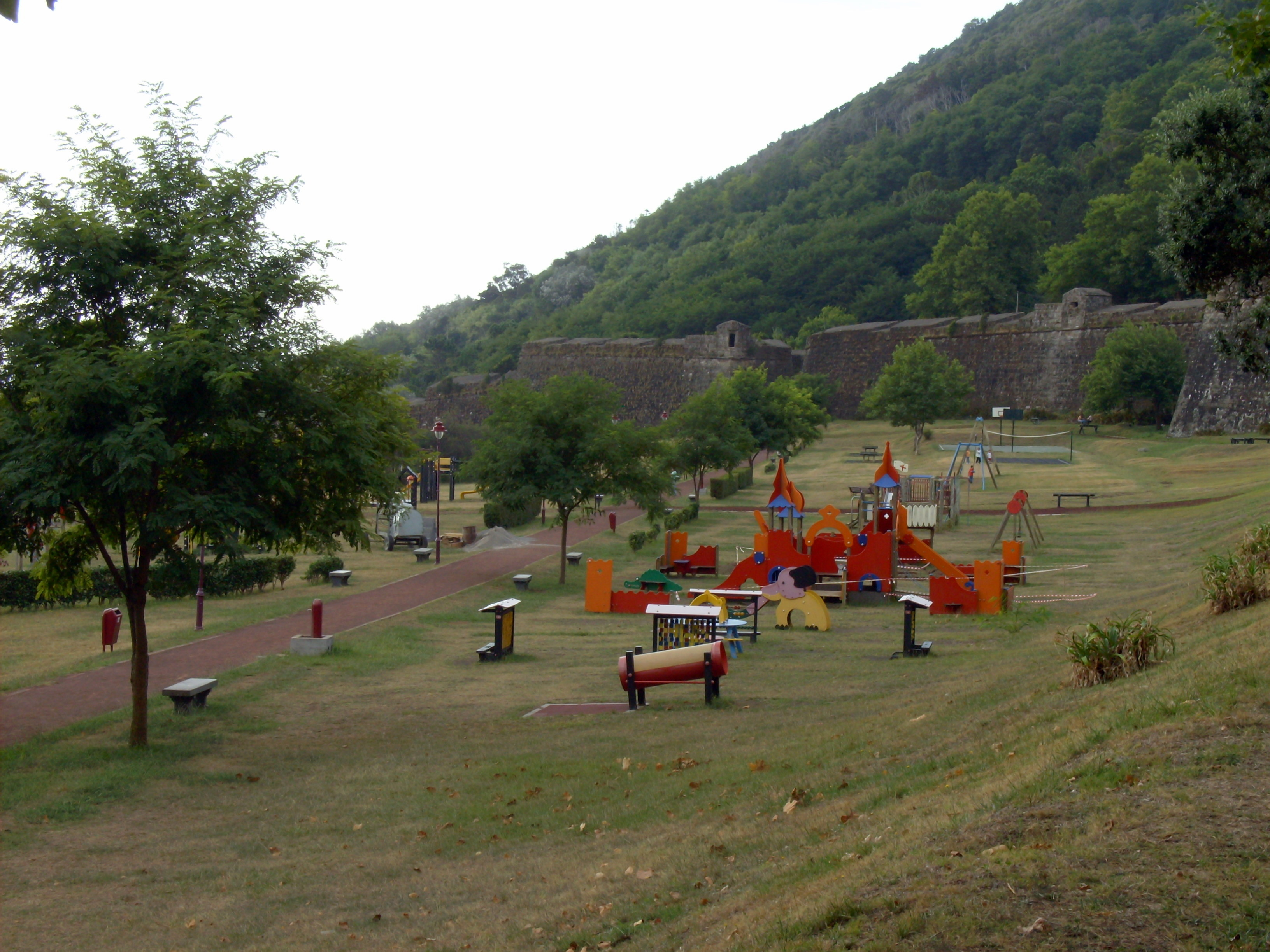
Parque do Relvão, Angra do Heroísmo: parque infantil

O Parque Municipal do Relvão localiza-se no sopé da vertente Leste do Monte Brasil, na freguesia da Sé, no centro histórico da cidade e Concelho de Angra do Heroísmo, na Ilha Terceira, nos Açores.
Estende-se das muralhas da Fortaleza de São João Baptista até à baía de Angra do Heroísmo, em um sítio histórico, de vez que o chamado "Relvão" serviu como campo de manobras militares no contexto da Guerra Civil Portuguesa (1828-1834) e como local de castigos e de execuções por fuzilamento, nomeadamente por determinação da Junta Provisória na sequência do Combate do Pico do Seleiro (4 de Outubro de 1828).
Com a chegada à Terceira do conde de Vila Flor e de Pedro IV de Portugal, o campo do Relvão passou a ser utilizado principalmente para paradas militares, onde pouco a pouco se foi formando o Exército Libertador, que partiu mais tarde para a ilha de São Miguel e desta para Desembarque do Mindelo, nos arredores da cidade do Porto.
Atualmente o parque constitui-se em uma importante área de lazer, com diversos equipamentos onde se destacam quadras de volei e basquete, pista para caminhadas/corridas, parque infantil com diversos brinquedos e outros.